# Fronteira Grécia–Turquia
A fronteira entre a Grécia e a Turquia é a linha que se estende por 206 km entre o nordeste da Grécia e o oeste da Turquia Europeia.
Tem uma secção terrestre na Trácia mas também uma secção marítima de traçado muito complexo devido à multiplicidade de ilhas gregas no mar Egeu. Algumas ilhas gregas estão apenas a poucos metros da costa turca da Ásia Menor.
Uma primeira fronteira foi criada com a independência do Reino da Grécia em 1832, à qual se seguiram as guerras balcânicas. Tem a sua forma atual desde 1923, enquanto que a devolução do Dodecaneso pela Itália em 1947 fixou definitivamente a fronteira marítima.
Até às guerras balcânicas, a Grécia não tinha fronteira terrestre com o Império Otomano. Tal limite apareceu durante a guerra de independência do reino da Grécia em 1832. Ia de Arta a Volos. Sofreu uma primeira alteração em 1881 aquando da Conferência de Constantinopla, seguindo-se o Congresso de Berlim depois da Guerra russo-turca de 1877-1878: a Grécia obteve principalmente a Tessália. A nova fronteira passou a situar-se a sul de Janina e do Monte Olimpo.
Depois das guerras balcânicas, a Grécia ficou sem fronteira terrestre com o Império Otomano. Após a Primeira Guerra Mundial, os tratados de Neuilly (com a Bulgária) e de Sèvres (com a Turquia), fizeram reaparecer uma, sobre a «linha de Tchataldja», a 70 km a oeste de Constantinopla. Para além disso, o protetorado na região de Esmirna instalou-se na Ásia Menor.
 
A derrota na guerra contra a Turquia que se seguiu fixaria definitivamente a fronteira terrestre pelo tratado de Lausanne. A fronteira terrestre presente data de 1923, seguindo o percurso do rio Maritsa a partir de uma tríplice fronteira que une as fronteiras greco-búlgara e turco-búlgara, numa ilha perto da localidade turca de Kapıkule, a nordeste de Edirne.
 
A retirada do Dodecaneso pela Itália em 1947 fixou definitivamente a fronteira marítima.

## Bibliografia

Mapa da fronteira marítima junto a Kastelorizo, definida por convenção de 1932